# Аладдін (фільм, 2019)
«Аладдін» (англ. Aladdin) — американський музичний, пригодницький фільм режисера Гай Річі від студії Walt Disney Pictures. Сценарій написаний у співавторстві Джона Августа та Ванесси Тейлор. Це адаптація однойменного анімаційного фільму Disney 1992 року, який оснований на арабській казці «Тисяча й одна ніч». Головні ролі виконали Вілл Сміт, Мена Массуд, Наомі Скотт, Марван Кензарі, Навід Неґабан, Насім Педрад та Біллі Маґнуссен.
У жовтні 2016 року, Disney оголосив, що Гай Річі буде режисером римейка «Аладдіна». Стрічка вийшла в широкий прокат 24 травня 2019 року (в Україні 23 травня 2019).

## Сюжет
Аладдін, добрий сердечний молодий злодій (його часто називають «вуличним щуром»), який проживає в арабському місті Аграбах, разом зі своєю домашньою мавпою Абу, рятує і знайомиться з принцесою Жасмін, яка викралася з палацу, щоб дослідити, втомившись від її захищене життя. Тим часом Великий візир Джафар планує скинути батька Жасмін як султана. Він разом зі своїм домашнім папугою та шпигуном Іаго шукає чарівну лампу, заховану в Печері чудес, яка здійснить йому три побажання. Вводити лише одну людину: «алмаз у грубій», якого він вирішить — Аладдін. Аладдін потрапляє в полон, і Джафар вмовляє його отримати лампу. Всередині печери Аладдін знаходить чарівний килим і дістає світильник. Він віддає його Джафару, який подвійно перетинає його і кидає назад у печеру, хоча Абу вкрадає лампу назад.
У пастці в печері Аладдін потирає лампу, мимоволі викликаючи Джині, потужну всемогутню істоту, яка живе всередині неї. Джіні пояснює, що він має право надати Аладдіну три побажання. Аладдін підманлює Джіні звільнити їх із печери, не використовуючи бажання. Після того, як вони виходять з печери, Аладдін використовує своє перше офіційне бажання стати принцом, щоб справити враження на Жасмін, і обіцяє використати своє третє бажання, щоб звільнити Джина з сервітуту.
Аладдін вступає в Аграба як «принц Алі Абабви», потрапляючи в екстравагантне видовище (включаючи Абу, який Джіні перетворив на слона), але Жасмін не вразила своїм першим поданням, включаючи асортимент подарунків і джемів. Дві пізніші зв'язки, коли він бере її на прогулянку по чарівному килиму, щоб показати їй світ, який вона хоче бачити, поки Джіні виходить із служницею Жасмін Далією. Коли Жасмін виводить справжню особистість Аладдіна, він переконує її, що він насправді є принцом і лише заздалегідь одягнений, як селянин, щоб зустріти громадян Аграба. Джафар виявляє особистість Аладдіна, погрожуючи йому розкрити, де знаходиться світильник, і кидає його в море, але Джіні врятує його ціною свого другого бажання. Потім вони викривають Джафара, який заарештований і ув'язнений у підземеллях. Після того, як султан пропонує Аладдіну посаду спадкоємця, Аладдін, побоюючись, що він втратить Жасмін, якщо правда буде розкрита, каже, що йому зараз потрібен Джині і відмовляється звільнити його. Джіні каже Аладдіну, що він не є вірним собі.
Іаго вихоплює ключі одного з охоронців, і він звільняє Джафара. Потім Джафар недбало краде лампу у Аладдіна і стає новим господарем Джіні. Він використовує свої перші два бажання, щоб стати султаном, а потім стати найпотужнішим чаклуном у світі, захоплюючи охоронців і тигр домашнього улюбленця Жасміна Раджа. Потім він викладає правду Аладдіна Жасмін і висилає його та Абу на замерзлу пустир. Він погрожує вбити батька Жасмін та Далію, якщо вона не погодиться одружитися з ним. На весільній церемонії Аладдін і Абу повертаються, врятувавшись магічним килимом, і Жасмін викрадає лампу. Розлючений, Джафар перетворює Іаго на рока, щоб переслідувати і перемогти їх.
Аладдін зупиняється, знущаючись над Джафаром за те, що він поступається лише Джіні за сирою силою, тим самим обманюючи його використовувати останнє бажання стати наймогутнішою істотою у Всесвіті. Завдяки сірій зоні цього бажання, Джіні вільний інтерпретувати це так, як йому хочеться, і перетворює Джафара в самого джина. Прикутий до світильника без господаря, Джафар потрапляє в пастку всередині, затягуючи Іго всередину з собою. Джіні кидає лампу Джафара до Печери чудес, і Аладдін дотримується своєї обіцянки, використовуючи останнє бажання звільнити Джіні та перетворити його на людину. Султан заявляє, що Жасмін стане наступною володаркою і каже їй, що Аладдін — добра людина, а Жасмін може змінити закон та вийти заміж за нього, а  Джинн  одружується з Далією, вони вирушають подорожувати. Аладдін і Жасмін одружуються і починають нове життя.

## Ролі
| Актор           | Роль            | Український дубляж                    |
| --------------- | --------------- | ------------------------------------- |
| Мена Массуд     | Аладдін         | Стас Мельник                          |
| Наомі Скотт     | принцеса Жасмін | Оксана Гринько, Ольга Жмуріна (вокал) |
| Вілл Сміт       | Джинн           | Роман Чорний                          |
| Марван Кензарі  | Джафар          | Микола Данилюк                        |
| Насим Педрад    | Далія           | Вікторія Москаленко                   |
| Навід Негабан   | Султан          | Олександр Кравченко                   |
| Біллі Магнуссен | принц Андерс    | Михайло Тишин                         |
| Джордан А. Наш  | Омар            | Дмитро Зленко                         |
| Талія Блер      | Ліан            | Амалія Штонда                         |
| Амір Бутрус     | Джамал          | Дмитро Завадський                     |
| Нуман Аджар     | Хакім           | Ігор Волков                           |

### Український дубляж
Фільм дубльовано студією «Le Doyen» за сприянням студії «Shepperton International» на замовлення компанії «Disney Character Voices International» у 2019 році.
- Перекладач — Роман Кисельов
- Режисер дубляжу — Анна Пащенко
- Перекладачі пісень — Роман Кисельов, Сергій Ковальчук
- Музичний керівник — Іван Давиденко
- Звукорежисер — Станіслав Ногін
- Координатор дубляжу — Аліна Гаєвська
- Творчий консультант — Magdalena Dziemidowicz

## Виробництво
10 жовтня, 2016, було оголошено, що Гай Річі буде режисером фільму з Ден Лін в якості продюсера. У студії сказали, що фільм буде мати «амбітний і нетрадиційний» погляд на казки про Аладдіна.
Основне знімання почали 6 вересня 2017 року в студії Longcross, що в Англії, і воно тривало до 24 січня 2018 року. Частина фільму була знята в пустелі Ваді-Рам у Йорданії. Дознімання фільму відбулося в серпні 2018 року.
У 2017 році на D23 Експо, Алан Менкен заявив, що він буде писати нові пісні для фільму з композиторами пісень для фільму Ла-Ла-Ленд.
Аладдін заплановано випустити у форматі 3D, Dolby Cinema і в IMAX 24 травня 2019 року. Раніше на цю дату була призначена прем'єра іншого фільму від студії Волта Діснея — Зоряні Війни: Епізод ІХ.